# 반영웅

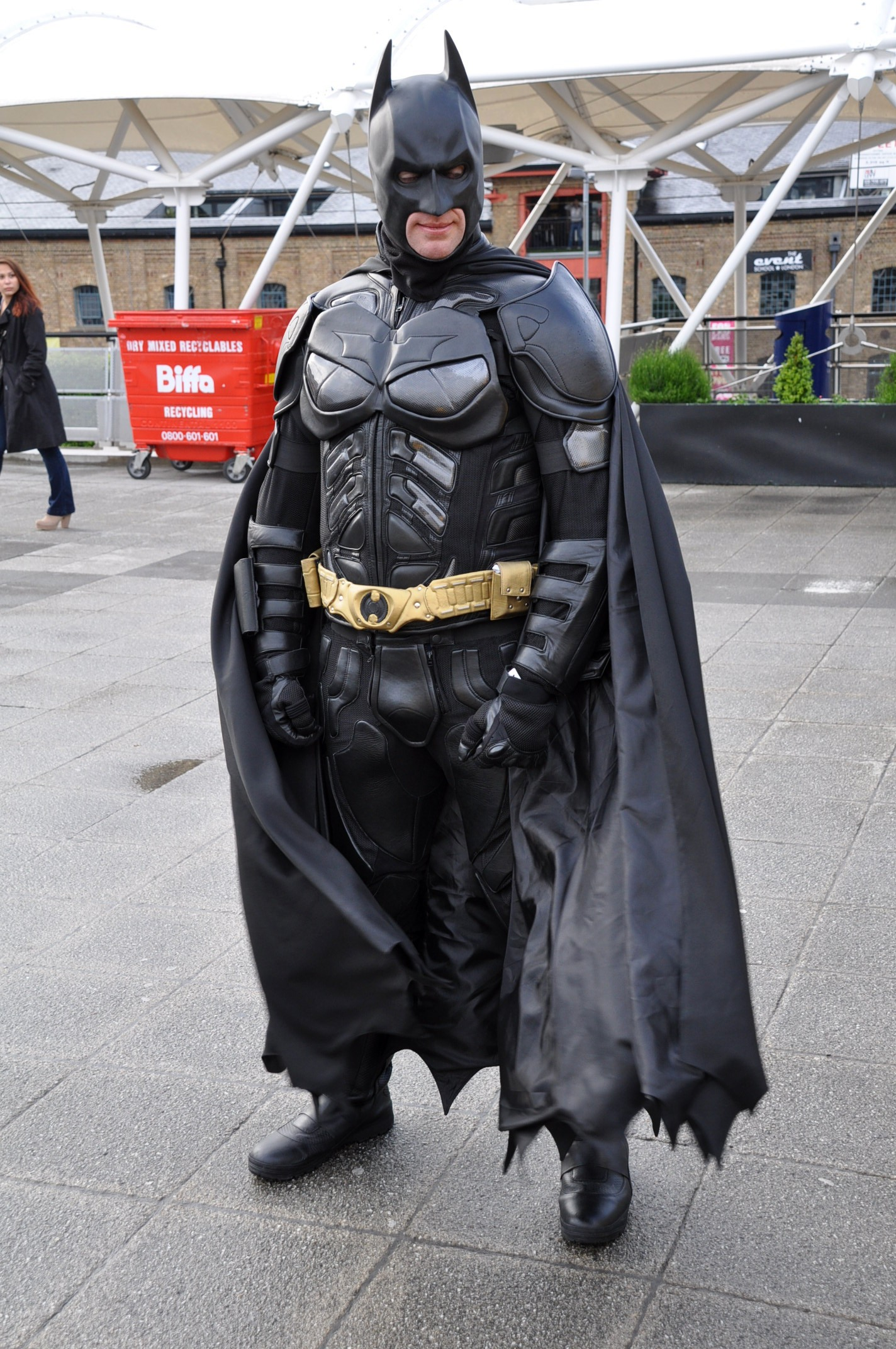
배트맨은 만화책 반영웅의 잘 알려진 예이다.

반영웅(反英雄)은 소설 작품의 주인공의 분류의 하나이다. "뛰어난 개성을 가지고 문제를 해결한다."라는 전형적인 히어로(영웅)의 형식에서 벗어나 있지만, 영웅처럼 취급되는 인물이다.

## 같이 보기
- 헬보이
- 슈퍼히어로
- 악당